# Moje prawdy (singel)
Moje prawdy – trzeci i ostatni singel promujący solową płytę wokalisty zespołu IRA, Artura Gadowskiego, pt.G.A.D.. Singel ukazał się w listopadzie, po zakończeniu zdjęć do teledysku. Ukazał się on nakładem firmy Zic Zac/BMG. Utwór trwa 3 minuty i 34 sekundy i wraz z utworem Stoisz obok mnie (3:34) jest najkrótszym utworem znajdującym się na krążku.
Autorem tekstu jest były wokalista grupy Oddział Zamknięty, Krzysztof Jaryczewski. Kompozytorem utworu jest Mark Tysper, oraz Mark Hedstrom. Utwór utrzymany jest w melodyjnym rockowym brzmieniu.
Na ostatni singel wybrano piosenkę Moje prawdy
Do utworu nakręcony został również teledysk. Twórcą clipu jest tradycyjnie już Jerzy Grabowski. Część teledysku kręcona była w studio, część w plenerze, a jeszcze inne pochodzą z wcześniejszej wyprawy Gadowskiego do Stanów Zjednoczonych. Teledysk był kręcony przez dwa tygodnie. Przedstawia on Gadowskiego w swej limuzynie jeżdżącego po ulicach Nowego Jorku. Prace nad clipem skończyły się w październiku 2000 roku. Jest to jak na razie ostatni wydany singel Gadowskiego. Teledysk do tego utworu bardzo często emitowany był w TV.
Utwór często pojawiał się na koncertach solowych wokalisty, oraz wspólnych występach z grupą IRA. 
Od momentu powrotu grupy na scenę utwór nie jest grany na koncertach.

## Lista utworów na singlu
CD
1. "Moje prawdy" – (M.Tysper, M.Hedstrom  – K.Jaryczewski) – 3:34

## Twórcy
- Artur Gadowski – śpiew
- Piotr Sujka – gitara basowa
- Wojtek Owczarek – perkusja

Muzycy sesyjni
- Janusz Radek – vocal II
- Adam Lomania – instrumenty klawiszowe
- Tomasz Dąbrowski – gitara solowa

Produkcja
- Nagrywany oraz miksowany: Październik 1999 – Luty 2000 w Studiu S-3, oraz S-4 w Warszawie, oraz w studiu "The Chimney Pot Poland" w Sztokholmie
- Producent muzyczny: Mark Tysper
- Realizator nagrań: Mark Tysper
- Aranżacja: Mark Tysper, Mark Hedstrom
- Tekst piosenki: Krzysztof Jaryczewski
- Zdjęcia: Marek Kościkiewicz